# Adisura litarga
Adisura litarga är en fjärilsart som beskrevs av Turner 1920. Adisura litarga ingår i släktet Adisura och familjen nattflyn. Inga underarter finns listade i Catalogue of Life.